# Brachyptera ankara
Brachyptera ankara is een steenvlieg uit de familie vroege steenvliegen (Taeniopterygidae). De wetenschappelijke naam van de soort is voor het eerst geldig gepubliceerd in 2000 door Kazanci.